# مسجد جامع جوزدان
مسجد جامع جوزدان مربوط به دوره ایلخانی است و در شهرستان نجف‌آباد، شهر جوزدان واقع شده و این اثر در تاریخ ۱۰ خرداد ۱۳۸۲ با شمارهٔ ثبت ۹۰۴۵ به‌عنوان یکی از آثار ملی ایران به ثبت رسیده است.